# Find the River
«Find the River» és el vint-i-cinquè senzill de la banda estatunidenca R.E.M., el sisè i darrer extret de l'àlbum Automatic for the People, el 29 de novembre de 1993 per Warner Bros. Records.
La cançó va ser composta per Mike Mills, que en aquest tema toca el baix, teclats, guitarra acústica i l'acordió, mentre que el guitarrista Peter Buck no va interpretar-la en l'enregistrament.
Per a la promoció del senzill van realitzar un videoclip dirigit per Jodi Wille i filmat a Malibu l'any 1992.

## Llista de cançons
Totes les cançons foren escrites i compostes per Bill Berry, Michael Stipe, Peter Buck i Mike Mills, excepte les indicades. 
| 1.            | «Find the River»            | 3:49 |
| 2.            | «Everybody Hurts» (directe) | 5:32 |
| Durada total: | Durada total:               | 9:21 |

| 1.            | «Find the River»              | 3:49  |
| 2.            | «Everybody Hurts» (directe)   | 5:32  |
| 3.            | «Orange Crush» (instrumental) | 3:54  |
| Durada total: | Durada total:                 | 13:15 |

- «Everybody Hurts» es va enregistrar als MTV Video Music Awards, Universal City, el 2 de setembre de 1993.